# 布拉蒂納潟湖
布拉蒂納潟湖（英語：Bratina Lagoon），是南極洲的潟湖，位於維多利亞地的斯科特海岸，處於布拉蒂納島西南面，長0.7公里、寬0.25公里，由新西蘭地理委員會命名，現時由南極條約體系管理。